# Elisabeth Wendt
Elisabeth Wendt (Colonia, 11 gennaio 1906 – Berlino, 24 marzo 1980) è stata un'attrice tedesca.

## Filmografia
- La tragedia della miniera (Kameradschaft), regia di Georg Wilhelm Pabst (1931)
- Theodor Körner
- Das erste Recht des Kindes
- An heiligen Wassern
- Unmögliche Liebe
- Die vom Niederrhein, regia di Max Obal (1933)
- Mutter und Kind, regia di Hans Steinhoff (1934)
- Hanneles Himmelfahrt, regia di Thea von Harbou (1934)
- Stradivari (Stradivari), regia di Géza von Bolváry (1935)
- Ein seltsamer Gast
- Die Stunde der Versuchung
- Sherlock Holmes, regia di Karl Hartl (1937)
- Im Landhaus bei Chikago
- Sei ore di permesso (Urlaub auf Ehrenwort)
- Un'ora di felicità (Frau Sylvelin), regia di Herbert Maisch (1938)
- Brillano le stelle
- Delitto sull'autostrada (Mordsache Holm), regia di Erich Engels (1938)
- Belve in ginocchio
- Mädchen hinter Gittern, regia di Alfred Braun (1949)